# Murina ussuriensis katerinae
Murina ussuriensis katerinae is een ondersoort van de vleermuis Murina ussuriensis die voorkomt in het zuiden van Sachalin en op het eiland Koenasjir. De soort is genoemd naar de Russische vleermuizenspecialiste Katerine Tsytsulina. M. u. katerinae is een zeer kleine Murina: de voorarmlengte en de schedellengte bedragen beide zo'n 13,75 mm. M. u. katerinae is kleiner dan de andere ondersoort van M. ussuriensis, M. u. ussuriensis, verschilt in de vorm van de tragus en is helderder van kleur. De verwante Japanse M. silvatica heeft langere oren en is groter.